# Ryukyumenievogel
De Ryukyumenievogel (Pericrocotus tegimae) is een zangvogel uit de familie Campephagidae (rupsvogels).

## Verspreiding en leefgebied
Deze soort is endemisch in Japan en komt voor van de Riukiu-eilanden tot zuidelijk Honshu.

## Status
De grootte van de populatie is niet gekwantificeerd maar de soort wordt omschreven als vrij algemeen. Op de Rode lijst van de IUCN heeft deze soort de status niet bedreigd.